# Secamone delagoensis
Secamone delagoensis är en oleanderväxtart som beskrevs av Rudolf Schlechter. Secamone delagoensis ingår i släktet Secamone och familjen oleanderväxter. Inga underarter finns listade i Catalogue of Life.